# Dysschema rhea
Dysschema rhea är en fjärilsart som beskrevs av Druce 1910. Dysschema rhea ingår i släktet Dysschema och familjen björnspinnare. Inga underarter finns listade i Catalogue of Life.